# Tui Kangri
Der Tui Kangri ist ein Berg im Assam-Himalaya im autonomen Gebiet Tibet unweit der Grenze zum indischen Bundesstaat Arunachal Pradesh. 
Der vergletscherte Berg hat eine Höhe von 6883 m. Er befindet sich im Himalaya-Hauptkamm – wenige Meter von der McMahon-Linie entfernt. Der Nyegi Kangsang (7047 m) befindet sich 13,92 km weiter südlich. Der Tui Kangri liegt im Quellgebiet des Subansiri, einem bedeutenden Nebenfluss des Brahmaputra.